# Gonyacantha rubronigra
Gonyacantha rubronigra là một loài bọ cánh cứng trong họ Cerambycidae.